# 東溫莎希爾歷史區
東溫莎希爾歷史區（英語：East Windsor Hill Historic District）是位於美國康乃狄克州哈特福縣的一個歷史區。

## 地理
東溫莎希爾的座標為41°51′23″N 72°36′45″W / 41.85639°N 72.61250°W，而該地的平均海拔高度為16米（即52英尺）。